# Lembophyllum orbiculatum
Lembophyllum orbiculatum là một loài Rêu trong họ Lembophyllaceae. Loài này được (Thér.) Tangney mô tả khoa học đầu tiên năm 1997.